# Râul Hidegviz
Râul Hidegviz este un curs de apă, afluent al râului Olt. 